# Lasioglossum cilicium
Lasioglossum cilicium là một loài Hymenoptera trong họ Halictidae. Loài này được Ebmer mô tả khoa học năm 1972.